# Sclerhelia hirtella
Sclerhelia hirtella är en korallart som först beskrevs av Peter Simon Pallas 1766.  Sclerhelia hirtella ingår i släktet Sclerhelia och familjen Oculinidae. Inga underarter finns listade i Catalogue of Life.